# Flavie Lemaître
Flavie Lemaître, née le 2 octobre 1988 à Tours, est une footballeuse française évoluant au poste d'attaquante.
Passée par le CNFE Clairefontaine et Toulouse, c'est à Rodez qu'elle effectue la majeure partie de sa carrière, évoluant neuf saisons en D1 avec les ruthénoises. Au total, elle compte 251 rencontres disputées en Division 1.

## Biographie

### Carrière en club
Flavie Lemaître commence le football à l'âge de 7 ans. Elle joue en mixité au CO Castelorien jusqu'à l'âge de 14 ans. Elle rejoint ensuite l'équipe féminine du Mans UC 72, évoluant alors en Division 3 Féminine. La deuxième saison au Mans, elle remporte avec son équipe le championnat de D3. La saison suivante, elle intègre le Centre national de formation et d'entraînement de Clairefontaine. Elle y reste trois ans et y fait ses débuts en D1. En 2007, elle rejoint le Toulouse FC en D1. En deux ans à Toulouse, elle fait 31 apparitions et marque 7 buts, auxquels s'ajoutent les 5 buts en 7 matchs avec l'équipe B évoluant en D3.

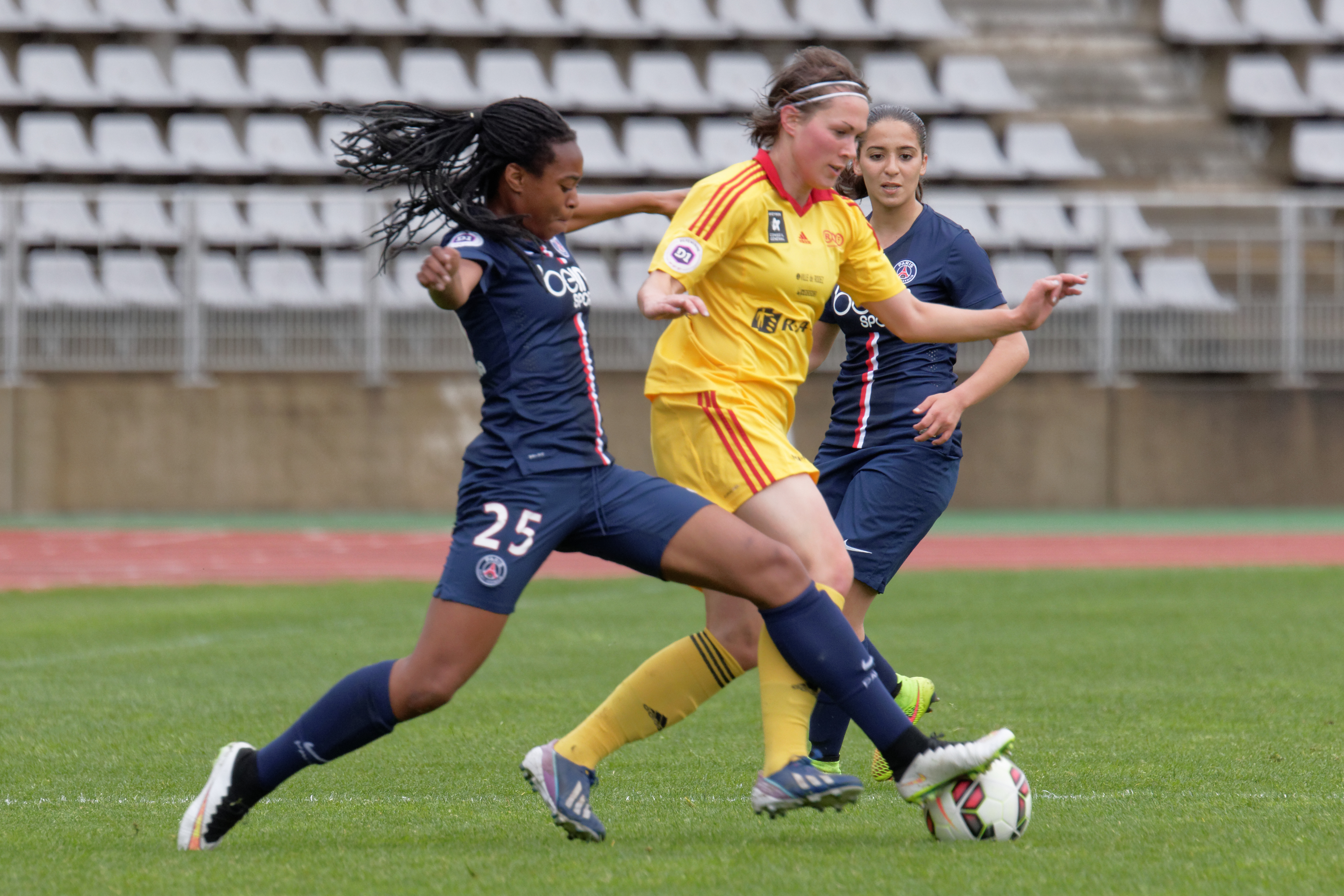
Lemaître contre le PSG en mai 2015.

En 2009, elle intègre le Rodez Aveyron Football, évoluant alors en D2. Dès sa première saison dans le club ruthénois, elle participe grandement à la montée de l'équipe en première division. Elle connaît par la suite neuf saisons avec Rodez en D1 où elle devient une cadre de l'équipe. Elle réalise sa meilleure saison individuellement en 2014-2015, marquant 14 buts en D1,. La saison suivante est plus difficile pour elle mais le RAF parvient tout de même à obtenir son meilleur résultat en D1, terminant à la 5e place du classement.
Les saisons suivantes, le RAF est plus en difficulté terminant à la 8e puis 9e place, avant de connaître une saison synonyme de relégation où Lemaître rate notamment un pénalty décisif en fin de saison contre Metz,.
Elle quitte Rodez au terme de la saison 2018-2019, et termine sa carrière de joueuse à Druelle, en Régional 2.

### Carrière internationale
Flavie Lemaître est sélectionnée à six reprises en équipe de France U17, jouant deux matchs amicaux contre l'Allemagne en octobre 2004, et quatre matchs en Nordic Cup en juillet 2005.

### Carrière d'entraîneuse
Titulaire du BEF, elle vit sa première expérience d'entraîneuse en 2020 en prenant la tête de l'équipe féminine de Druelle où elle a terminé sa carrière de joueuse, évoluant en Régional 1.

## Palmarès
Rodez AF
- Championne de France D2 en 2009-2010.

## Statistiques
| Saison                | Club                  | Championnat           | Championnat | Championnat | Coupe(s) nationale(s) | Coupe(s) nationale(s) | Total | Total |
| Saison                | Club                  | Division              | M.          | B.          | M.                    | B.                    | M.    | B.    |
| 2004-2005             | CNFE Clairefontaine   | Division 1            | 15          | 6           | -                     | -                     | 15    | 6     |
| 2005-2006             | CNFE Clairefontaine   | Division 1            | 12          | 1           | -                     | -                     | 12    | 1     |
| 2006-2007             | CNFE Clairefontaine   | Division 1            | 10          | 4           | -                     | -                     | 10    | 4     |
| Sous-total            | Sous-total            | Sous-total            | 37          | 11          | -                     | -                     | 37    | 11    |
| 2007-2008             | Toulouse FC           | Division 1            | 17          | 4           | 0                     | 0                     | 17    | 4     |
| 2008-2009             | Toulouse FC           | Division 1            | 13          | 2           | 1                     | 1                     | 14    | 3     |
| Sous-total            | Sous-total            | Sous-total            | 30          | 6           | 1                     | 1                     | 31    | 7     |
| 2009-2010             | Rodez AF              | Division 2            | 21          | 10          | 2                     | 0                     | 23    | 10    |
| 2010-2011             | Rodez AF              | Division 1            | 21          | 4           | 3                     | 1                     | 24    | 5     |
| 2011-2012             | Rodez AF              | Division 1            | 22          | 8           | 2                     | 0                     | 24    | 8     |
| 2012-2013             | Rodez AF              | Division 1            | 20          | 4           | 3                     | 0                     | 23    | 4     |
| 2013-2014             | Rodez AF              | Division 1            | 21          | 2           | 1                     | 0                     | 22    | 2     |
| 2014-2015             | Rodez AF              | Division 1            | 21          | 14          | 4                     | 2                     | 25    | 16    |
| 2015-2016             | Rodez AF              | Division 1            | 19          | 6           | 5                     | 5                     | 24    | 11    |
| 2016-2017             | Rodez AF              | Division 1            | 18          | 4           | 4                     | 3                     | 22    | 7     |
| 2017-2018             | Rodez AF              | Division 1            | 21          | 8           | 2                     | 1                     | 23    | 9     |
| 2018-2019             | Rodez AF              | Division 1            | 21          | 3           | 1                     | 0                     | 22    | 3     |
| Sous-total            | Sous-total            | Sous-total            | 205         | 63          | 27                    | 12                    | 232   | 75    |
| Total sur la carrière | Total sur la carrière | Total sur la carrière | 272         | 80          | 28                    | 13                    | 300   | 93    |